# 欣斯代爾 (伊利諾伊州)
欣斯代爾（英語：Hinsdale）是位於美國伊利諾伊州庫克縣和杜佩奇縣的一個村落。

## 地理
欣斯代爾的座標為41°48′02″N 87°55′41″W / 41.80056°N 87.92806°W，而該地最高點為海拔高度219米（即718英尺）。

## 人口
根據2010年美國人口普查的數據，欣斯代爾的面積為12.04平方千米，當中陸地面積為11.95平方千米，而水域面積為0.09平方千米。當地共有人口16816人，而人口密度為每平方千米1,396人。